# River Out of Eden
River Out of Eden:A Darwinian View of Life este o carte științifică publicată în 1995, de către Richard Dawkins. Cartea aduce în discuție evoluția darwinistă, aceasta rezumând subiectele abordate anterior de către Richard Dawkins, în cărți precum  The Selfish Gene, The Extended Phenotype și The Blind Watchmaker. Aceasta reprezintă o parte din Science Masters series, fiind considerată una dintre cele mai scurte cărți ale lui Dawkins. Cartea este ilustrată de către Lalla Ward, soția sa. Numele cărții derivă din Cartea Genezei, care face referire la Grădina Edenului, regăsită într-un paragraf tradus din Biblie: „Și un râu a ieșit din Eden pentru a uda grădina; de acolo a fost despărțit și a împărțit în patru”.
River Out of Eden are 5 capitole. Primul capitol stabilește ceea ce urmează să fie abordat în cuprinsul cărții, cu valențe specifice referitoare la gene, considerat asemănătoare cu un râu care traversează timpul geologic. Al doilea capitol prezintă modul în care strămoșii umani pot fi analizați prin numeroase căi, analizând genele se poate ajunge către diferiți strămoși comuni. Al treilea capitol descrie modul în care are loc îmbunătățirea treptată prin selecție naturală. Cel de-al patrulea capitol descrie diferența dintre genele și organismele rezultate în urma contopirii acestora. Ultimul capitol rezumă repere din timpul evoluției vieții pe Pământ și speculează modul în care aceste procese pot funcționa în alte sisteme planetare.